# Jo An
Jo Kyung-jin (Cheongju, 14 de novembro de 1982), conhecida como Jo An, é uma atriz sul-coreana. Ela é mais conhecida pela atuações nos filmes Lifting King Kong (2009), My Little Hero (2013), Jolly Widows (2009) e Special Affairs Team TEN (2011, 2013).

## Prêmios e indicações
| Ano  | Prêmio                     | Categoria                                          | Trabalho            | Resultado |
| ---- | -------------------------- | -------------------------------------------------- | ------------------- | --------- |
| 2004 | SBS Drama Awards           | New Star Award                                     | The Land            | Venceu    |
| 2009 | 17º Chunsa Film Art Awards | Best New Actress                                   | Lifting King Kong   | Venceu    |
| 2009 | KBS Drama Awards           | Excellence Award, Actress in a Daily Drama         | Jolly Widows        | Venceu    |
| 2010 | 46º Baeksang Arts Awards   | Best New Actress                                   | Lifting King Kong   | Venceu    |
| 2010 | SBS Drama Awards           | Best Supporting Actress in a Weekend/Daily Drama   | Three Sisters       | Indicado  |
| 2014 | MBC Drama Awards           | Excellence Award, Actress in a Serial Drama        | Shining Romance     | Indicado  |
| 2019 | MBC Drama Awards           | Excellence Award, Actress in a Weekend/Daily Drama | Blessing of the Sea | Indicado  |